# 南关厢
南关厢为位于中国浙江省嘉兴海宁市硖石街道东南部的一处历史街区，南北分别至塘桥弄和大瑶桥，东西分别至洛塘河和人民路（未来西侧拟规划为河西路），南北长约350米，东西宽约50米，占地面积约1.7公顷，主街南关厢街呈南北走向、与洛塘河平行。
南关厢因其中有明末周宗彝为抗清而设置的关厢（多位于水陆要道，早开晚关，以防盗贼）而得名，历史上以此为界，以北称永秀坊（一说保秀坊），以南称锦秀坊（一说锦绣坊），清中叶和民国初因地处米市中心的南部而一度兴旺，至抗战时米市开始衰败，街区经济地位由强转弱。沿街建筑大多建于清代至民国，以东西朝向、二层为主，南关厢、会源庵及个别民居院落的历史可以追溯到明代。现状整个街区较好地保存了明清时期江南市镇商住合一、前店后河、小桥流水的历史风貌和传统格局，2006年6月被公布为浙江省历史文化街区。自2008年11月起海宁市政府投资约1.2亿元启动整修工程，至2012年4月已基本完工。

## 主要历史建筑
- 海宁市文物保护单位：南关厢（明代，南关厢44号）、会源庵（即关帝庙大殿，明代，南关厢144号）、吴世昌故居（清代，南关厢125号）[5][6]
- 其它：大瑶桥（清代，南关厢2号北侧）、塘桥遗址、纱业公所旧址